# Bantry (Dakota Północna)
Bantry – miasto w Stanach Zjednoczonych, w stanie Dakota Północna, w hrabstwie McHenry.